# Щецинское воеводство (1975—1998)
Ще́цинское воеводство (пол. Województwo szczecińskie) — одно из 49 воеводств, существовавших в Польше в период 1975—1998 годов как основные единицы административного деления страны.
Крупнейшим городом и административным центром воеводства являлся Щецин. Территория воеводства составляла 9981 км². В нём проживало 989 000 жителей (1994). Щецинское воеводство было упразднено в результате административной реформы 1998 года. В 1999 году его территория полностью вошла в новообразованное Западно-Поморское воеводство.
Крупнейшие города Щецинского воеводства (за числом жителей, данные за 1995 год):
- Щецин (419 300)
- Старгард-Щециньски (73 000)
- Свиноуйсьце (43 200)
- Полице (34 500)
- Голенюв (22 200)
- Грыфино (22 100)